# 사관 생도복
생도복(生徒服), 사관 생도복은 육군사관학교, 육군3사관학교, 해군사관학교, 공군사관학교, 국군간호사관학교등 사관학교의 재학생들이 교내에서 착용하는 제복이다. 주로 정장으로 되어 있으며 어깨부위에는 학년을 나타내는 계급장이 부착되어 있다. 각 사관학교마다 생도복의 색상과 형태가 다르며 전투복의 경우 육군은 검은색, 해군은 흰색, 공군은 파란색 표제를 이용한다.

## 공군사관학교의 사관 생도복[1]

### 예복
성무의식 및 대내 각종 연회 시 착용하며 공군사관생도로서의 웅대한 기상과 하늘을 향한 끝없는 동경을 표현한다.

### 정복
외출 및 휴가 등 각종 대외 행사 및 공식 행사 시 착용한다. 진남색을 통한 사관생도의 세련되고 절제된 멋을 담아냈으며 공군사관생도의 가장 대표적인 의복 중 하나로 사관생도로서의 명예심과 자부심을 느끼게 하는 대표적인 의복이다. 

### 망토
동절기 정복 위에 착용하는 외투이다. 외투의 어깨에서 가슴선까지 부착되어 있는 날개식 디자인에서 유래된 명칭이며 붉은색의 내피는 공군사관생도의 뜨거운 정열을 뜻하며 3군 사관학교 중 유일하게 외투 대신 망토를 착용한다. 

### 근무복
공군사관생도가 평소 교내에서 학과시간을 비롯한 일과 중 착용하는 의복이다. 일상생활 속에서 사관생도로서의 격(格)을 유지하며 실용적이고 편리성을 강조한 의복이다.  

### 전투복
무용구보 및 각종 군사훈련 시 착용하는 의복이다. 공군사관생도만의 부착물을 부착함으로써 군인으로서의 숭고한 멋을 추구한다.

### 체육복
체육수업을 비롯한 각종 체육 활동 및 단체활동 시 착용한다. 계절별  춘추·하·동 체육복으로 구분하며 공군사관생도로서의 멋을 유지하며 활동성과 실용성을 강조한다. 

## 육군사관학교의 사관 생도복

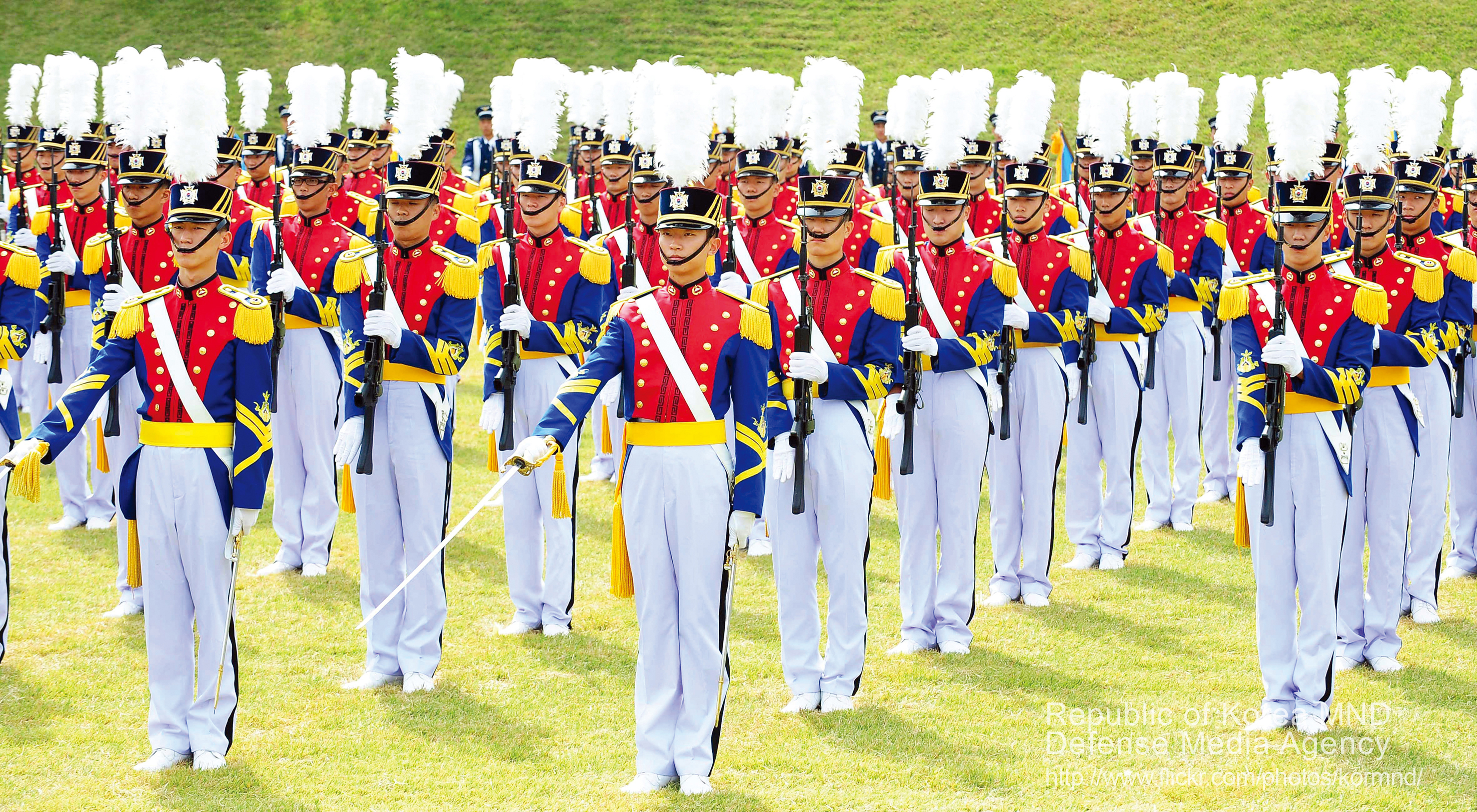
육군사관학교의 예복

### 예복
1974년에 제정된 육군사관학교의 예복은 금요일마다 시행하는 화랑의식, 지휘근무교대식, 명예시험 등 육사에서만 존재하는 각종의식 및 행사 시에 주로 착용하는 복장이다.
현재 착용하고 있는 예복 상의는 태극을 상징하며 하의는 백의민족을 상징하는 백색이고 예모의 전면에는 모표를 붙이고 모표 위에는 흰색 깃털을 꽂게 되어 있다.
본래 예복은 동·하계 구분 없이 한 벌만 보급받아 착용하고 있었으나, 2019년 신입생도들부터 동·하예복을 따로 보급받아 착용하고 있다.
예복은 화랑깃, 예복, 예모, 와이반도, 예식용 벨트, 백색장갑, 백색양말, 백색단화로 구성되어 있다. 이 때 총기 및 예도를 소지하고 있지 않으면 와이반도를 해제하고 예모의 턱끈을 올린다.

### 정복
정복은 휴가, 외출 및 외박 시, 교내행사 시, 휴일 및 면회 시, 종교행사 시 착용하는 복장이다.
동·하정복으로 구분되며 동정복은 짙은 회색 색상으로 미국의 웨스트포인트의 정복을 오마주하였고, 하정복은 옅은 하늘색 상의와 짙은 회색의 하의 복장이다.
정복은 정복, 정모, 흑색요대, 흑색양말, 흑색단화로 구성되어 있다.

### 외투(롱코트)
흔히 롱코트라고 불리는 외투는 동계 기간에 정복 위에 착용하는 복장이다.
1965년에 디자인 되었으며 색상은 암회색이다.

### 근무복
월요일을 제외한 평일 일과 복장으로 생도들이 학과 수업을 듣거나 명사 초청 특강이 있을 시에 착용하는 복장이다.
동·하계 근무복으로 구분되어 있으며 동계 근무복은 상·하의 모두 짙은 국방색으로 되어 있고, 하계 근무복은 연회색 상의와 짙은 국방색의 하의 복장이다.
근무복은 근무복, 근무모, 흑색양말, 흑색단화로 구성되어 있다. 또한 날이 추워짐을 대비하여 근무복 위에 착용이 가능한 스웨터와 잠바도 존재한다.

### 전투복
전투복은 베레모, 전투복, 전투화, 요대, 모양말로 구성되어 있다. 동계 기간이 되면 야전 상의를 전투복 위에 착용한다.

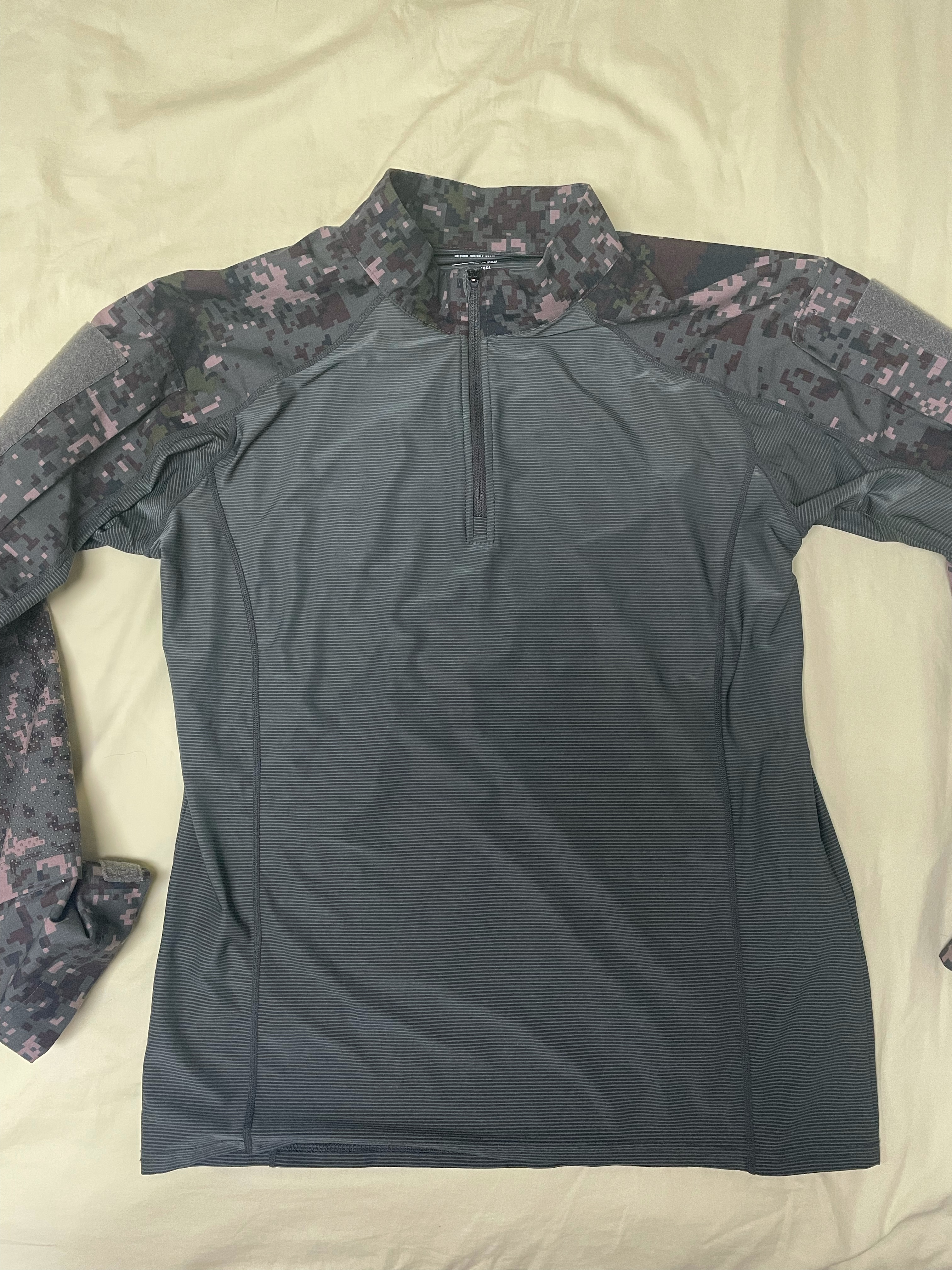
컴뱃 셔츠 (Combat shirt)

### 컴뱃 셔츠(Combat shirt)
컴뱃 셔츠는 기존의 전투복보다 땀과 수분을 잘 흡수하고 건조성과 통풍성이 우수해 활동성을 높인 복장으로 2021년부터 1학년 생도들 대상으로 하계 전투복과 함께 처음으로 보급되었다. 샌드허스트 대회 선발 생도들과 현 1학년 생도들(육사 81기)은 전투복을 대신해 컴뱃 셔츠를 착용하는 것이 허용되었다. 샌드허스트 대회 선발 생도들의 경우 컴뱃 셔츠를 일과 복장으로 학과 수업 시 근무복 대신 착용한다.

### 체육복
체육활동을 하거나 화랑관 내에서 평상시에 입는 복장이다. 체육복을 입은 상태에서는 자유로운 양말과 운동화의 착용이 가능하다.
동·하계, 춘추 체육복으로 구분되어 있으며 동계 체육복과 춘추 체육복은 짙은 색상의 긴 옷으로 되어있고, 하계 체육복은 반팔, 반바지로 되어있다.
체육복은 신입생도일 때 한 번, 3학년 생도가 될 때 한 번 보급받게 되는데, 이 때 해당연도의 1학년 생도와 3학년 생도는 같은 체육복을 보급받게 된다. 따라서 육군사관학교 생도들은 체육복을 총 두 번 보급받는다.
해마다 보급되는 체육복의 디자인이 다르기 때문에 학년 구분이 가능하지만, 위에서 설명한대로 두 기수가 같은 디자인의 체육복을 입는 경우도 많기 때문에 이럴 경우 기수모를 통해 학년을 구분한다.
기수모는 체육복을 입었을 때 꼭 착용해야하는 모자로 짙은 남색의 캡 형태로 되어있으며 모자 가운데에 본인의 기수가 숫자로 써져 있다.

### 학교 등산복
학교 등산복은 등산 활동을 위한 외출 시 소속 중대 훈육관의 승인을 받고 착용이 가능한 복장이다. 
등산복은 생도들이 각자 보급받는 복장은 아니며 평소에는 훈육요원들이 보관하고 있다가 생도가 승인을 득하면 훈육요원으로부터 불출받아 사용한다.

## 같이 보기
- 육군사관학교
- 공군사관학교
- 해군사관학교
- 육군3사관학교
- 국군간호사관학교